# Emmerich Däger
Emmerich Däger (auch Emerich von Perlach, latinisiert Emericus Berlacensis; * 27. März 1698 in Perlach als Franz von Paula Dägn; † 31. August 1757 in Landshut) war ein Kapuziner-Pater, der als Schriftsteller und Übersetzer geistlicher Werke aus dem Italienischen tätig war.

## Herkunft und Familie
Emmerich war der Sohn des kurfürstlichen Zöllners und Tafernwirts Johann Paul Dägn (* 1670 oder 1672; † 25. Dezember 1730) und Maria Anna Dägn (geborene Daller), verheiratet seit 1692.

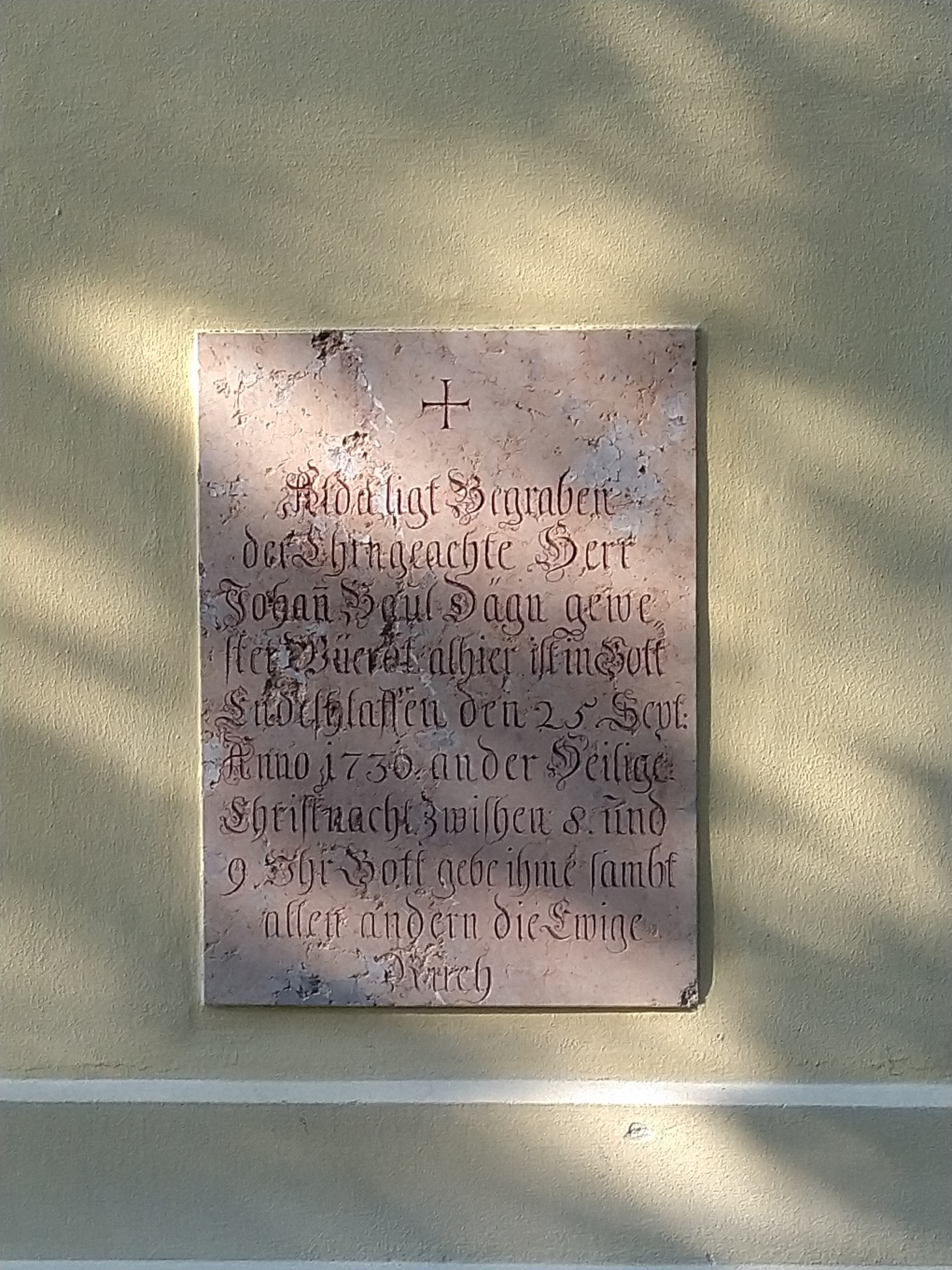
Gedenktafel für Johan̄ Baŭl Dägn

Emmerichs Vater betrieb seit 1692 die heute Alter Wirt genannte Bierzäpflerei, für deren Wiedererrichtung Franz Dägn 1690 die Genehmigung erhielt. Franz Dägn übergab Johann Paul 1691 auch die Perlacher Tafernwirtschaft, das heutige Gasthaus zur Post.
Emmerich hatte sechs Schwestern.

## Leben
Emmerich, bis zu diesem Zeitpunkt noch mit dem Taufnamen Franz von Paula, nach dem heiligen Franz von Paola, trat am 25. Mai 1715 im Alter von 17 Jahren in Kapuzinerorden ein und nahm den Ordensnamen Emmerich Däger an. Er war Prediger, Novizenmeister, Lektor und Guardian des Kapuzinerklosters Landshut und hatte den Ruf umfassender Gelehrsamkeit. Er lebte bewusst einsam und beschäftigte sich hauptsächlich mit dem Lesen von ‚guten Büchern‘ oder dem Schreiben. Er sprach mehrere Sprachen, verstand sich auch gut in philosophischen und theologischen Wissenschaften und war ‚in allem unterrichtet, geprobt und geübt‘.
Emmerich Däger war der Beichtvater von Pater Martinus von Pfaffenhausen († 1746) in dessen letzten Lebensjahren.
Spätestens 1753 gab der Generalminister der Kapuziner Sigismundo da Ferrara während seinem Besuch in einem damaligen Kapuzinerkloster in München die Übersetzung der Vita des Hieronymus von Corlione vom Italienischen ins Deutsche in Auftrag. Emmerich nutzte für diesen Auftrag die Zeit eines „mehr als sechswochentlichen Hüftwehs“ infolge eines „Krampffs, oder Sciatica“, wodurch er zwar stehen und liegen aber nicht sitzen konnte. Zuvor musste diese Aufgabe „immer und täglich vorfallenden Gehorsams-Geschäfften“ weichen.

## Werke
Zu Dägers Werken gehören neben einer Gelegenheitsrede in München gedruckte Übersetzungen aus dem Italienischen, darunter:
- Das Leben des P. Joseph von Leonissa, des Kapuzinerordens Prediger, welcher heilig gesprochen wurde. Digitalisat, Johan Jacob Bötter (Druck), München 1738.
- Das Neuiste Welt-Wunder In Dem Wunder-vollen Leben Der Gottseeligen Dienerin Gottes Veronicae Juliani, Capucinerin und würdigen Mutter des Closters S. Clarae in der Stadt Castello. 1741.[12]
- Das Wundervolle Leben des gottseeligen Dieners Gottes F. Hieronymi von Corlione, Capuciner-Leyen aus der Provinz Palermo ….
  - 1. Auflage, Johan Jacob Bötter, München 1753
  - 2. Auflage, Johan Jacob Bötter, München 1754
  - 3. Auflage, Verlag der Pustet'schen Buchhandlung, Passau 1846

Außerdem erschienen:
- Buß-Bruderschafft Himmels-Bruderschafft, Das ist: Die außerwählte Bruderschafft Der grossen Heil. Büsserin Mariae Magdalenae Bey, und unter dem Wunderthätigen Heil. Creutz auf dem Mooß nächst Allach unlängst aufgerichtet. 1739.
- Das grosse Jubilaeum Auf das heilige Jahr 1750. Von Ihro jetzt-regierenden Päbstl. Heiligk. Benedicto XIV. Mildseeligst verlihen, Wie es sicher und heilig zu gewinnen seye, In Fragen und Antworten, Aus der Päbstl. Bulle und Circular-Schreiben gezogen. 1751.